# قانون در طب

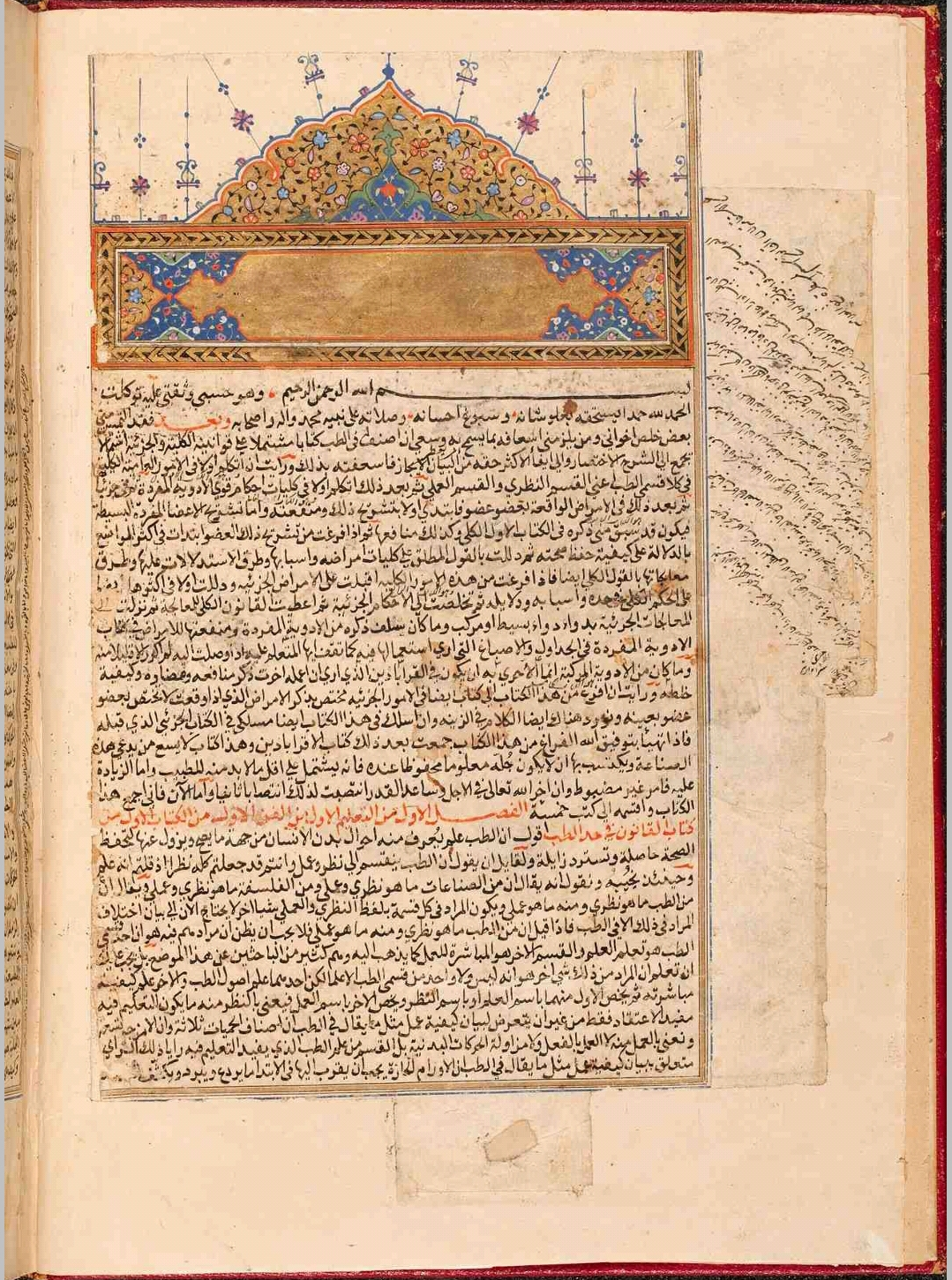
این تصویر نشانگر صفحه نخست نسخه خطی نفیس قانون فی طب اثر ابوعلی سینا می‌باشد.

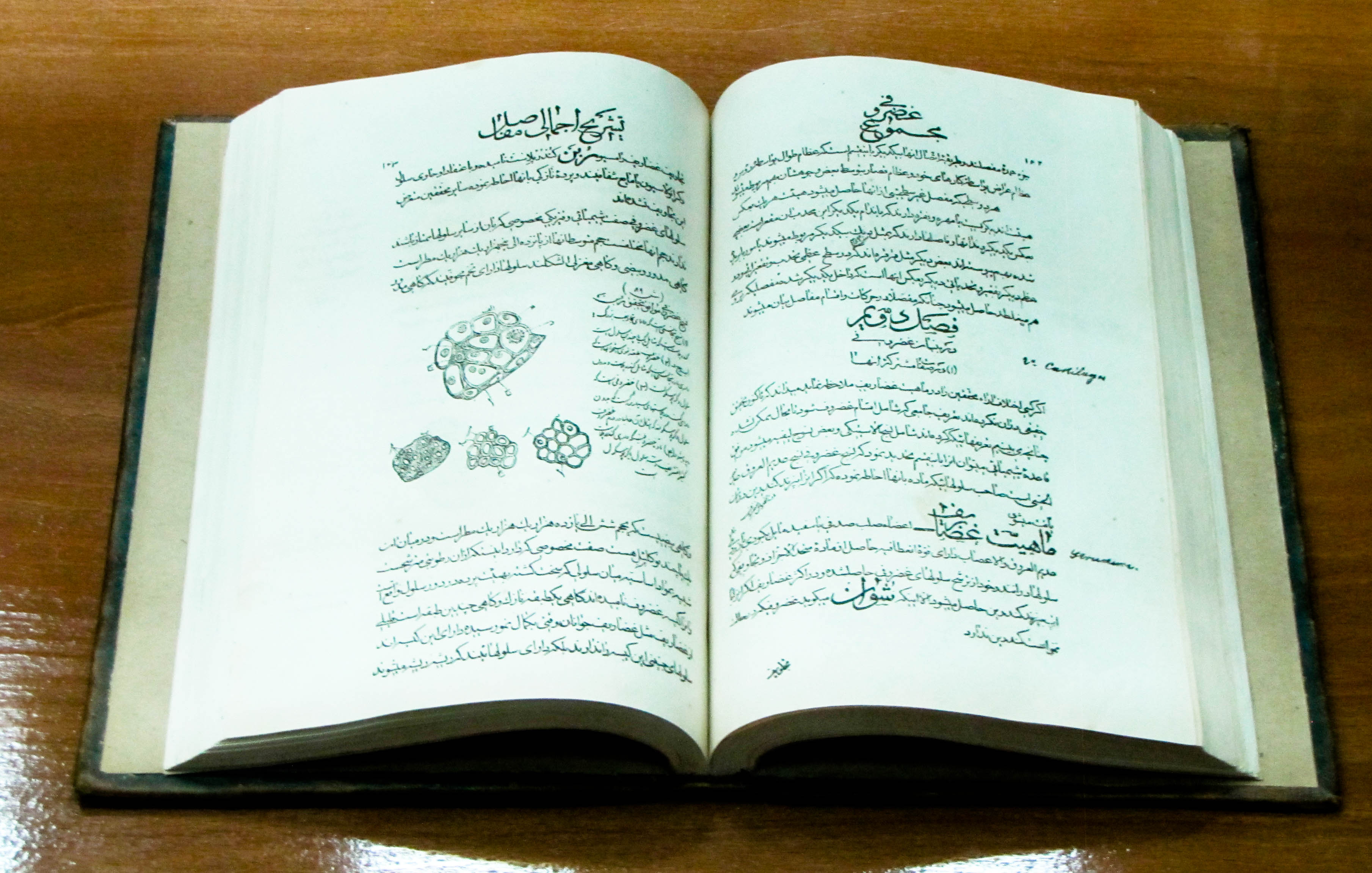
نسخهٔ دستنویس فارسی کتاب قانون که در موزهٔ آرامگاه بوعلی در همدان نگهداری می‌شود.

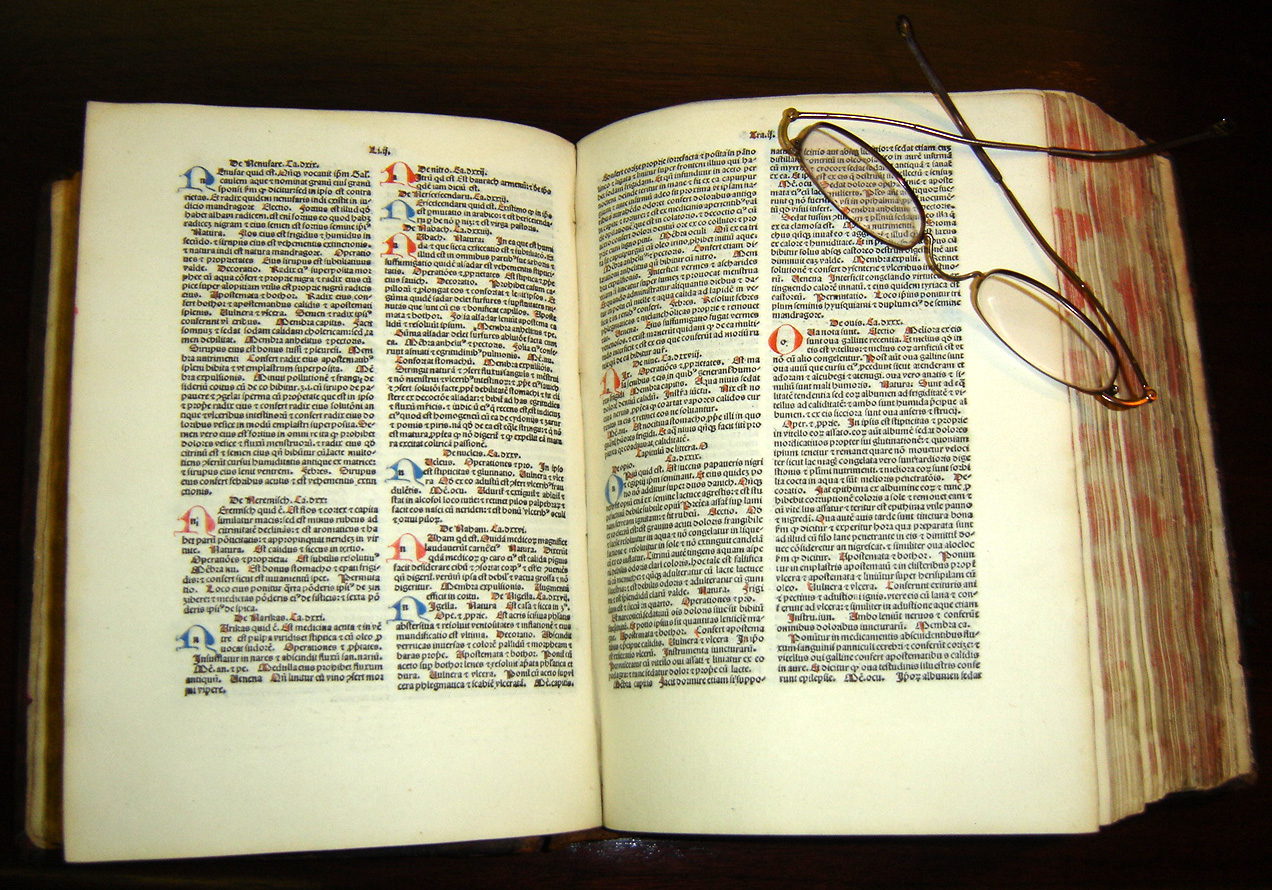
نسخه‌ای از کتاب قانون ابن سینا به زبان لاتین، چاپ ۱۴۸۴ میلادی در مخزن کتب نفیس کتابخانهٔ مرکز علوم درمانی دانشگاه تکزاس در سن‌آنتونیو.

قانون در طب یا به اختصار قانون، یکی از کتاب‌های ابن سینا در زمینهٔ پزشکی‌ست که ادعا شده نزدیک به هفتصد سال در مراکز علمی اروپا تدریس می‌شد. اصل کتاب به زبان عربی نوشته شده است که چند صد سال به عربی تدریس می‌شد و سرانجام عبدالرحمن شرفکندی (هَژار) در دهه‌های ۱۳۴۰ و ۱۳۶۰ خورشیدی، آن را به زبان فارسی ترجمه کرده است.
این کتاب مهم‌ترین و مفصل‌ترین کتاب ابن سینا در طب و از اُمّهات کتب طبی در تمدن ایران پس از اسلام و از جمله مهم‌ترین آثار پزشکان دنیای قدیم است.

## جایگاه قانون در تمدن طبیِ اسلام
در تمدن ایران پس از اسلام، دو کتاب در شمار مهم‌ترین کتب طبیِ پزشکان مسلمان آورده می‌شود: کامل الصناعة الطبیه (طبّ مَلِکی) از مجوسی اهوازی و در نهایتْ قانون ابن سینا. از این میان، قانون ابن سینا از حیث غنای مطالب و حُسن بیان بر دیگر آثار برتری دارد. نظامی عروضی در کتاب چهار مقاله گفته است که اگر بقراط و جالینوس زنده شوند روا بُوَد که پیشِ این کتاب سجده کنند. او به نقل از قدما روایت می‌کند که «طبیبی مجلد اول از قانون بدانسته‌باشد و سن او به اربعین [یعنی چهل سال] کشد، اهل اعتماد بُوَد».

## زمان نگارش قانون
قانون فی الطّبّ در سه مرحله نوشته شده است: نخست در گرگانج در حدود سال ۴۰۳ ق، بخش دوم در ری در حدود ۴۰۵ ق و بخش سوم در همدان و اصفهان بین سال‌های ۴۰۵ و ۴۱۴ ق.

## ساختار و محتوای قانون
این کتاب عظیم بیش از یک‌میلیون کلمه دارد و شامل پنج بخش (کتاب) است که هریک به چند «فن»، «تعلیم»، «جمله» و «فصل» تقسیم می‌شود. پنج بخش کتاب عبارت است از: کلیات طب، ادویهٔ مفرده، امراض مخصوص اعضاء، امراض عمومی بدن، و ادویهٔ مرکبه.

بوعلی در کتابِ یادشده سعی بلیغی در تعریف الفاظ طبی به‌گونه‌ای منطقی کرده و در تقسیم موضوعات و شرح مطالب نیز از روشی منطقی پیروی کرده است. قانون را باید ترکیبی علمی از تجارب بالینیِ بوعلی، آثار و تعالیم جالینوس و بقراط و ارسطو و نوشته‌های پزشکان ایرانی و مسلمان پیش از خود، چون رازی، ابن ربن طبری و ابوسهل مسیحی دانست.
کتاب قانون را بزرگ‌ترین سند پزشکیِ جالینوسی می‌دانند، ولی مسائل نظریِ ارسطویی بر این اثر ارزشمند مسلط است. بوعلی در تشریح به ارسطو استناد می‌کرد. وی مبانی کلی طب را برپایهٔ آرای جالینوس، و داروگیاه‌شناسی‌اش را بر اساس نوشته‌های دیوسکوریدس (داروگیاه‌شناس نامدار یونانی در قرن نخست میلادی) توضیح داده است.
بوعلی به طب نظری و عملی نظر داشته است. وی در آثار طبیِ خود و به‌ویژه در قانون، تعالیم عملی و بالینی را در قالب تعریف‌های نظری و علمی بیان کرده است. مشاهدات بالینیِ قانون را می‌توان با مفاهیم تجربیِ بالینیِ الحاوی مقایسه کرد. ابن سینا، رازی را شایستهٔ نام پزشک و حکیم نمی‌دانست، اما عملاً بسیاری از روش‌های درمان و کار تجربی خود را از الحاوی رازی آموخته‌بود.
بوعلی در شرح داروهای مفرد و قراباذین، نخست ماهیت‌شان را ذکر می‌کند و بعد نوع عالی و دانیِ آن را شرح می‌دهد. اکثر داروهای ذکرشده از داروهای گیاهی یا حیوانی است. او از مواد معدنی و ترکیبات شیمیایی نیز در داروسازی استفاده می‌کرده است؛ ازجمله طلا، سرب، نقره، سفیداب، گوگرد، زرنیخ، لاجورد، و زنگار.
ابن سینا، ضمن توصیف کارکرد این مواد، اطلاعات جالبی نیز دربارهٔ شیمی غیرآلی بیان کرده است. در کتاب اولِ قانون، برخی اطلاعات دربارهٔ طرز آزمایش مواد دقیقاً آمده است؛ ازجمله شرح تصفیهٔ آب هنگام مسافرت.
بوعلی سینا در قانون به نکات خاصی اشاره می‌کند که پیش و حتی پس از آن دوره، به آن‌ها توجه چندانی نمی‌شده است.

## ترجمه‌های قانون
کتاب قانون را ژراردوی کرمونایی در سال ۱۱۸۷ م به لاتینی برگرداند. پیش از آن، این کتاب را به فرمان اسقف اعظم تولدو، ریموند، در ۱۱۵۱ م به لاتین ترجمه کرده‌بودند. آندرئا آلپاکو در سال ۱۵۲۰ یا ۱۵۲۱ م اثر بوعلی را به لاتینی برگرداند. قانون در نیمهٔ آخر قرن پانزدهم میلادی، شانزده بار، و در قرن شانزدهم میلادی، بیش از بیست بار تجدید چاپ شد.
ترجمهٔ عبری کتاب مذکور را یوسف لورکی در سال ۱۴۹۱ م در ناپل انجام داد و در همان‌جا منتشر شد. کتاب قانون را ملا فتح‌الله فخرالدین شیرازی در ۱۳۰۶ ق به فارسی برگرداند، و این ترجمه در لکهنو چاپ شد. ترجمه‌ای دیگر نیز از مترجمی نامعلوم منتشر شده است.
از ترجمه‌ها و پژوهش‌های متأخر نیز می‌توان به نمونه‌هایی اشاره کرد:
- ترجمهٔ کتاب اول قانون از کامرون گرونر
- ترجمهٔ قسمت «تشریح‌الاعضاء» از پ. دوکنینگ. وی مبحث مربوط به کلیه و مثانه را ترجمه کرده است.
- ترجمهٔ فن سوم از کتاب سوم توسط هیرشبرگ و لیپر، دربارهٔ بیماری‌های چشم در سال ۱۹۰۲ م در آلمان منتشر شد.
- ترجمهٔ کتاب پنجم از زونت هایمر
- ترجمهٔ قانون به فارسی از عبدالرحمن شرفکندی (هَژار)
- ترجمهٔ بخش «تشریح» از کوپینگ در سال ۱۹۰۰ م به فرانسه.
- ترجمه فارسی قانون در طب - بخشی از کتاب اول - از مؤسسه تحقیقات رایانه ای قائمیه اصفهان که برای استفاده عموم کاربران در اینترنت به صورت رایگان منتشر شده است.[۶]

## شروح قانون
شرح‌های فراوانی بر قانون نگاشته شده است که مهم‌ترین آن‌ها عبارت‌اند از:
1. شرح قطب الدین شیرازی
2. شرح ابوعبید عبدالواحد جوزجانی (گرگانی)، شاگرد بوعلی سینا
3. شرح علی بن رضوان (متوفی ۴۶۰ ق)
4. شرح فخرالدین رازی (متوفی ۶۰۶ ق)
5. شرح قطب مصری در قرن هفتم هجری
6. شرح نجم‌الدینْ احمد نخجوانی
7. شرح محمد بن محمود آملی (متوفی ۷۵۳ ق)
8. شرح سعدالدین محمد فارسی
9. شرح فخرالدین محمد خجندی
10. شرح جمال‌الدین حِلّی
11. شرح رفیع‌الدین کیلی
12. شرح یعقوب بن اسحاق ساوی یا السّامری در قرن هفتم هجری
13. شرح ابوالفرج یعقوب بن اسحاق و معروف به ابن‌القف
14. شرح محمد بن عبدالله آقسرایی در قرن هشتم هجری
15. شرح حکیم علی گیلانی (جیلانی) در قرن دهم هجری
16. شرح کلیات قانون از سدیدالدین کازرونی (متوفی ۷۴۵ ق)
17. شرح ابوالفضایل محمد بن نامور خونجی (متوفی ۶۴۶ ق)
18. شرح علی بن عبدالرحمان مشهور به زین‌العرب المصری (متوفی ۷۷۰ ق)
19. شرح عزیزالدین رازی
20. شرح قطب‌الدینْ ابراهیم مصری
21. شرح مسیح‌الملک یا حکیم شفایی خان بن حکیم عبدالشّافی خان
22. شرح هبه‌الله بن جمنی
23. شرح محمود بن مسعود بن مصلح فارسی کازرونی معروف به قطب‌الدین شیرازی (متوفی ۷۱۰ یا ۷۱۶ ق) به نام تحفه‌السّعدیه
24. شرح افضل‌الدین جوینی
25. شرح ربیع‌الدین عبدالعزیز چلپی
26. شرح اسحاق خان بن اسماعیل خان دهلوی (در قرن دوازدهم هجری) با نام غایه المفهوم فی تدبیرِ المحموم
27. شرح و حاشیه بر قانون از ضیاءالدین بن بهاءالدین شجاعی

## خلاصه‌ها
خلاصه‌هایی نیز از این کتاب تهیه شده که برخی از آن‌ها عبارت‌اند از:
1. مختصر القانون از ابوعلی محمد بن یوسف بن شرف‌الدین
2. خلاصه‌القانون از ابوسعید بن ابی‌السرور الاسرائیلی السامری العَسقَلانی
3. موجز ابن نفیس. نویسنده در خلاصهٔ خود از قانون، گردش خون کوچک بین قلب و ریه‌ها را توضیح می‌دهد. بعدها ویلیام هاروی گردش کامل خون را در بدن با توجه به آرای بوعلی و ابن نفیس اثبات کرد.
4. التّشریح المکنون فی تنقیه القانون اثر هبه‌الله ابن جمیع اسرائیلی
5. الفصول الایلاقیه تألیف محمد بن یوسف ایلاقی (متوفی ۴۶۰ ق)
6. قانونچه یا القانونچی فی الطّب از محمود بن عمر چغمینی (متوفی ۷۴۵ ق)
7. صفوه و اقتضاب و تلخیصی از اثر دوم به نام انتخاب الاقتضاب
8. به‌تازگی گزیده‌ای کامل و کاربردی از این کتاب با عنوان برگزیده قانون در طب توسط لطیف راشدی ترجمه شده و انتشارات ارمغانِ طوبی آن را منتشر کرده است.[۷]

## چاپ قانون
قانون نخست بار در شهر رم با کتاب نجات بوعلی در دو مجلد، در سال ۱۵۹۳ م منتشر شد. پس از آن، در سال ۱۲۹۰ ق در قاهره، در ۱۲۹۴ ق در بولاق (ممتازترین چاپ)، در ۱۲۹۶ ق در تهران، در سال ۱۳۰۷ و ۱۳۲۴ ق در لکهنو، در سال ۱۹۰۵ م و با شرح فارسی آن در لاهور، و کتاب چهارم قانون با شرح فارسی‌اش در سال‌های ۱۲۷۴ و ۱۲۹۶ و ۱۲۹۸ ق در لکهنو منتشر شده است.